# Casa de Sasiaín

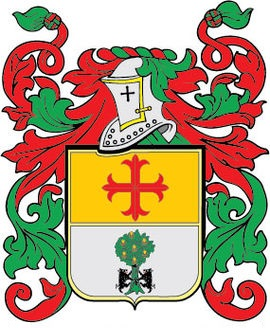
Escudo de armas de los Sasiaín.

La casa de Sasiaín es un linaje vasco de origen guipuzcoano perteneciente a la nobleza española. Probó su nobleza en la Real Chancillería de Valladolid en 1765.
En numerosas ocasiones probaron Nobleza e Hidalguía ante la justicia ordinaria y en la Real Chancillería de Valladolid y también para ingresar a distintas órdenes como la Orden de Santiago.

## Historia
Es un apellido vasco que en euskera significa "sobre el zarzal", SASI = zarzal y GAIN = cumbre, cima. Este antiguo linaje guipuzcoano es origen del actual apellido "Sasiain" en su versión tradicional castellana y en euskera.
La fecha más antigua que se conoce sobre el apellido es de 1446, cuando Don Martín de Sasiain y Araiztegui era vecino de la localidad de Mondragón y se casó con María Isidra de Urdangarin. 
Esta antigua familia, distinguida con la Grandeza de España, obtuvo la sentencia de la Corte Mayor del Reino de Navarra por la que se le confirmaron sus privilegios y el uso de su blasón. Los Sasiaín han sido desde antiguo señores de Palacio y se asentaron en las antiguas Cortes del Reino de Navarra por el Brazo Noble.
La familia Sasiaín enlaza con los Toledo de Guipúzcoa y sus casas solariegas Toledo-Goiena, Toledo-Bitartekoa y Toledo-Barrena situadas en la Sierra de Aralar.
Como personajes ilustres entre los Sasiaín, cabe destacar el abogado y político Fernando Sasiaín, alcalde republicano de San Sebastián entre los años 1931 y 1936. Posee también una calle en dicha ciudad.
Hoy en día el apellido es muy corriente, sobre todo en Álava y Guipúzcoa, según un estudio del INE en 2013, y siempre vinculado a la alta sociedad.
La mayor concentración de Sasiaín se encuentra en el eje Madrid-Toledo y País Vasco, siendo significativo el epicentro de origen de muchos de los actuales descendientes, encontrándonos con directores de facultades, financieros, abogados, personajes vinculados a la nobleza, investigadores y escritores.
Por otra parte, los lugares más comunes del apellido Sasiaín son:
- Vizcaya, siendo el 1622º apellido más común, con 109 habitantes que lo poseen como primer apellido y 103 como segundo apellido[1]
- Álava, siendo el 913º apellido más común, con 59 habitantes que lo poseen como primer apellido y 51 como segundo apellido[1]
- Guipúzcoa, siendo el 544º apellido más común, con 216 habitantes que lo poseen como primer apellido y 188 como segundo apellido[1]

## Escudo de Armas
Escudo cortado: 1º, en oro, una cruz flordelisada, de gules, y 2º, en plata, una encina de sinople, frutada de oro, y dos jabalíes de sable, empinados al tronco. En campo de azur, una cruz de plata cargada de cinco armiños de sable. Puma. El estudio del escudo heráldico familiar habla de quienes formaron el origen de la familia Sasiain, pues esa era su función, la de manifestar a los demás sus elementos diferenciales, pues la inclusión del elemento cruz es la primera figura utilizada en heráldica y su significado es la relación de sus miembros con la fe y la expansión del cristianismo.